# 大統領上級顧問 (ホワイトハウス)
ホワイトハウス法律顧問（ほわいとはうすほうりつこもん、英語: The White House Councel）は、ホワイトハウス西棟のホワイトハウス事務局（ザ・ウェストウィング）からアメリカ合衆国大統領に法的問題を助言する役職である。大統領に任命され、西棟の執務室のうち大統領法律顧問室（Office of White House Counsel）を監督する。
ホワイトハウス事務局では政治顧問については、大統領上級政治顧問（Senior Advisor to the President of the United States）の称号を使用している（1993年設置）。 
また、ホワイトハウス事務局と大統領双方に対する法律顧問の称号として大統領法律顧問（Counselor to the President）があり、ホワイトハウス事務局の長はアメリカ合衆国大統領首席補佐官（英: The Assistant to the President and Chief of Staff）であり、アメリカ合衆国内閣（The Cabinet of the United States）が大統領顧問団とも表記される場合があるので、混同に注意する必要がある。

## 大統領法律顧問
単に「大統領顧問」と訳す場合は Counsel to the President を指すのが通例である。また、その職務の内容に着目して「大統領法律顧問」と訳される場合も多い。そもそも英語で Counsel とは、弁護士、弁護人、法的な代理人、法律顧問などを意味する。
大統領によって任命される。その役割は、大統領やホワイトハウスに関する全ての法的な問題について大統領へ助言することである。

### 職責
この役職は、1943年に創設され、次に挙げる事項について大統領に助言する責任を負う。
- 政策上の問題における全ての法的な側面。
- 議会から送付された法案に署名するのか拒否権を行使するのかの大統領の決定に関連して生じる法的な問題。
- 倫理上の問題。
- 財務上の開示。

更に、この役職は、次に挙げる事項についても大統領を補助する。
- 公的な活動と政治的な活動との境界線を明確にすること。
- 行政や司法の人事（指名や選択）を監督すること。
- 大統領恩赦を取り扱うこと。
- 立法や大統領教書の内容を検討すること。
- 大統領に対する訴訟を扱うこと。但し、大統領としての職務に関わる訴訟に限る。

また、司法省へのホワイトハウス側の窓口でもある。

### 制限
大統領へ法的な助言を提供する役職であるものの、あくまでも大統領の公的な（職務上の）範囲内においてのみであるので、大統領の個人的な弁護士としては、活動することを認められていない。それゆえ、弁護士と依頼人との間における特権・義務（en:attorney-client privilege）の範囲について論争が生じている。しかしながら、そのような特権・義務は、少なくとも弾劾の手続などの個人的な事項について適用されないので、そのような状況において大統領は、内々の法的な助言について個人的な弁護士に頼ることになる。

## 大統領上級政治顧問
もともと Senior Advisor とは、アメリカ合衆国連邦政府の様々な役職に使用される肩書である。
アメリカ合衆国大統領行政府においては、2つの異なる範囲の役職を指して使用されて来た。
- ジョージ・W・ブッシュ政権においては、公式な役職であり、まずカール・ローヴが、次に Barry Steven Jackson が、それぞれ Office of the Senior Advisor to the President という部局を充てられ、次のグループに責任を負った。
  - en:White House Office of Strategic Initiatives
  - en:White House Office of Public Engagement and Intergovernmental Affairs
  - その他の政治問題
- それ以前の政権においては、その他の様々な目的のための役職に使用された。